# Vạc

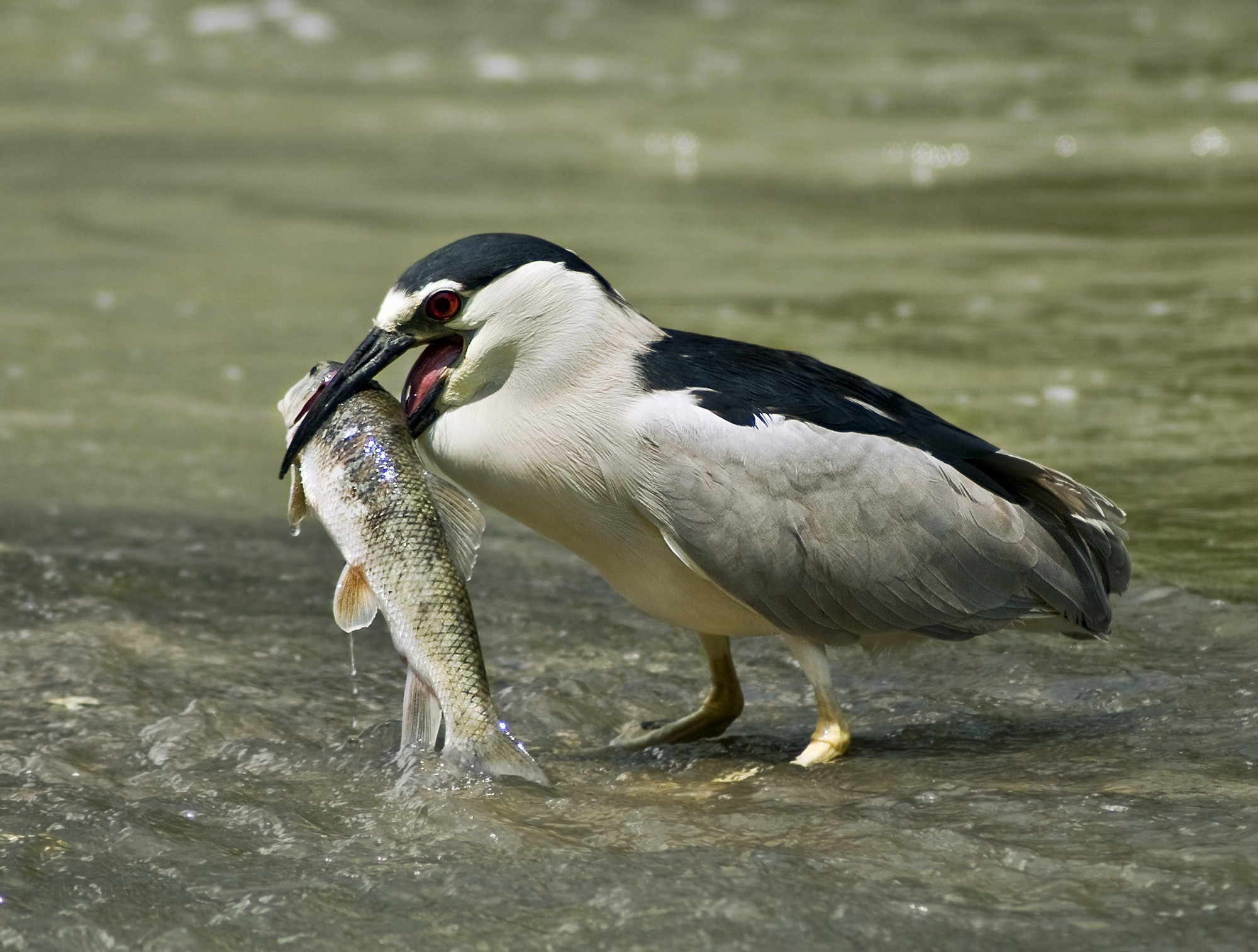
Đang ăn

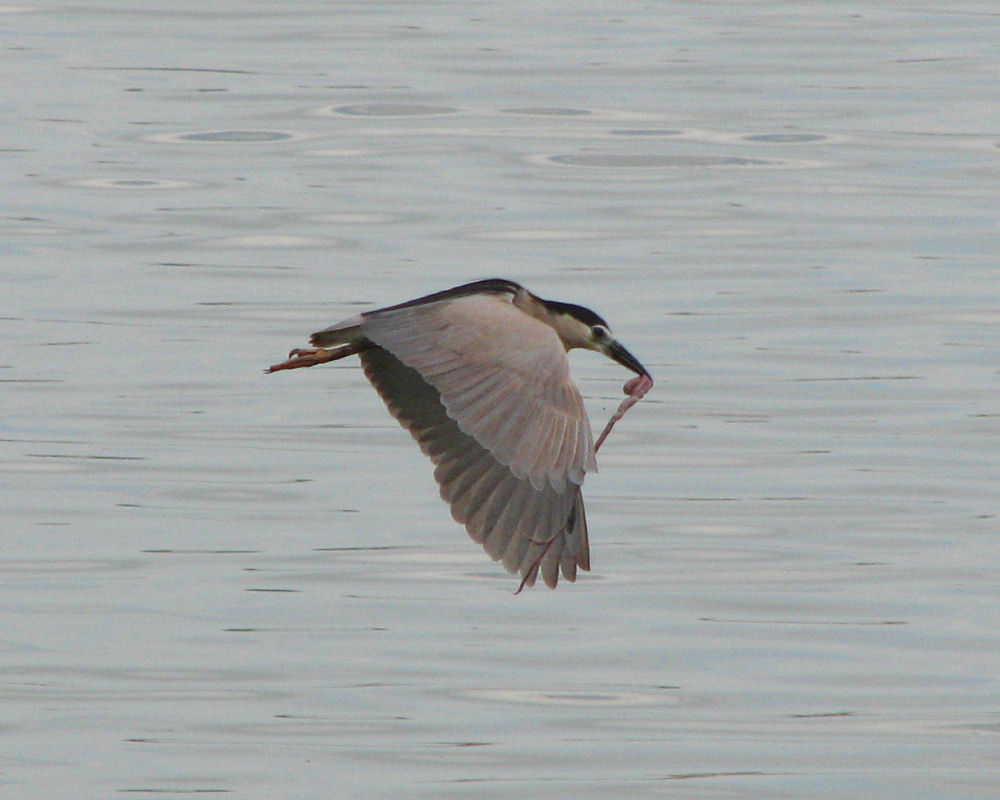
Ăn rắn ở Đài Bắc, Đài Loan

Xem nghĩa khác tại Vạc (định hướng)
Vạc (danh pháp hai phần: Nycticorax nycticorax) là một loài chim thuộc họ Diệc. Chim trưởng thành dài khoảng 64 cm và nặng đến 800 g. Đầu và lưng có màu đen, phần thân còn lại màu trắng hoặc xám, mắt đỏ, chân ngắn màu vàng. Chim non màu nâu, đốm trắng hoặc xám. Loài vạc thường kiếm ăn vào ban đêm (ngược với loài cò).

## Phân bố
Môi trường sinh sản của vạc là những vùng đất ngập nước mặn và ngọt trên khắp thế giới. Phân loài N. n. hoactli sinh sản ở Bắc và Nam Mỹ từ Canada đến tận miền nam Argentina và Chile, phân loài N. n. obscurus ở cực nam Nam Mỹ, phân loài N. n. falklandicus ở Quần đảo Falkland, và phân loài chỉ định N. n. nycticorax ở châu Âu, châu Á và châu Phi. Vạc làm tổ thành đàn trên bệ que cây trong một nhóm cây hoặc trên mặt đất ở những vị trí được bảo vệ như đảo hoặc bãi lau sậy. Mỗi tổ có từ ba đến tám quả trứng.

## Hành vi
Vạc thường đứng yên ở mép nước và chờ đợi để phục kích con mồi, chủ yếu vào ban đêm hoặc sáng sớm. Chúng chủ yếu ăn cá nhỏ, động vật giáp xác, ếch nhái, côn trùng sống dưới nước, động vật có vú nhỏ và chim nhỏ. Chúng nằm trong số bảy loài diệc được quan sát thấy câu cá bằng mồi; dụ hoặc đánh lạc hướng cá bằng cách ném các vật nổi có thể ăn được hoặc không ăn được vào nước trong phạm vi nổi bật của chúng - một ví dụ hiếm hoi về việc sử dụng công cụ ở các loài chim.

## Hình ảnh

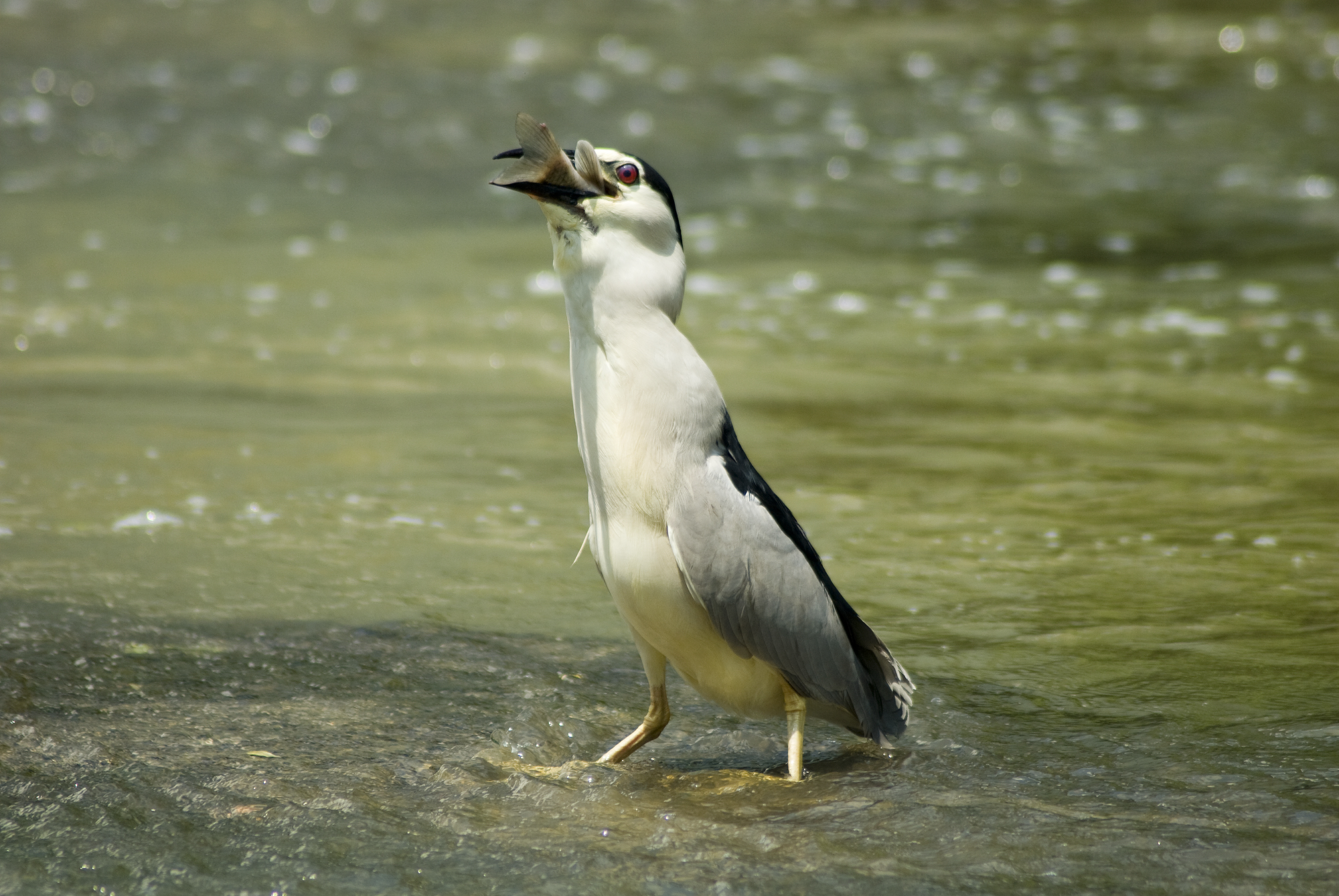
Tại Saint-Eustache, Quebec, Canada
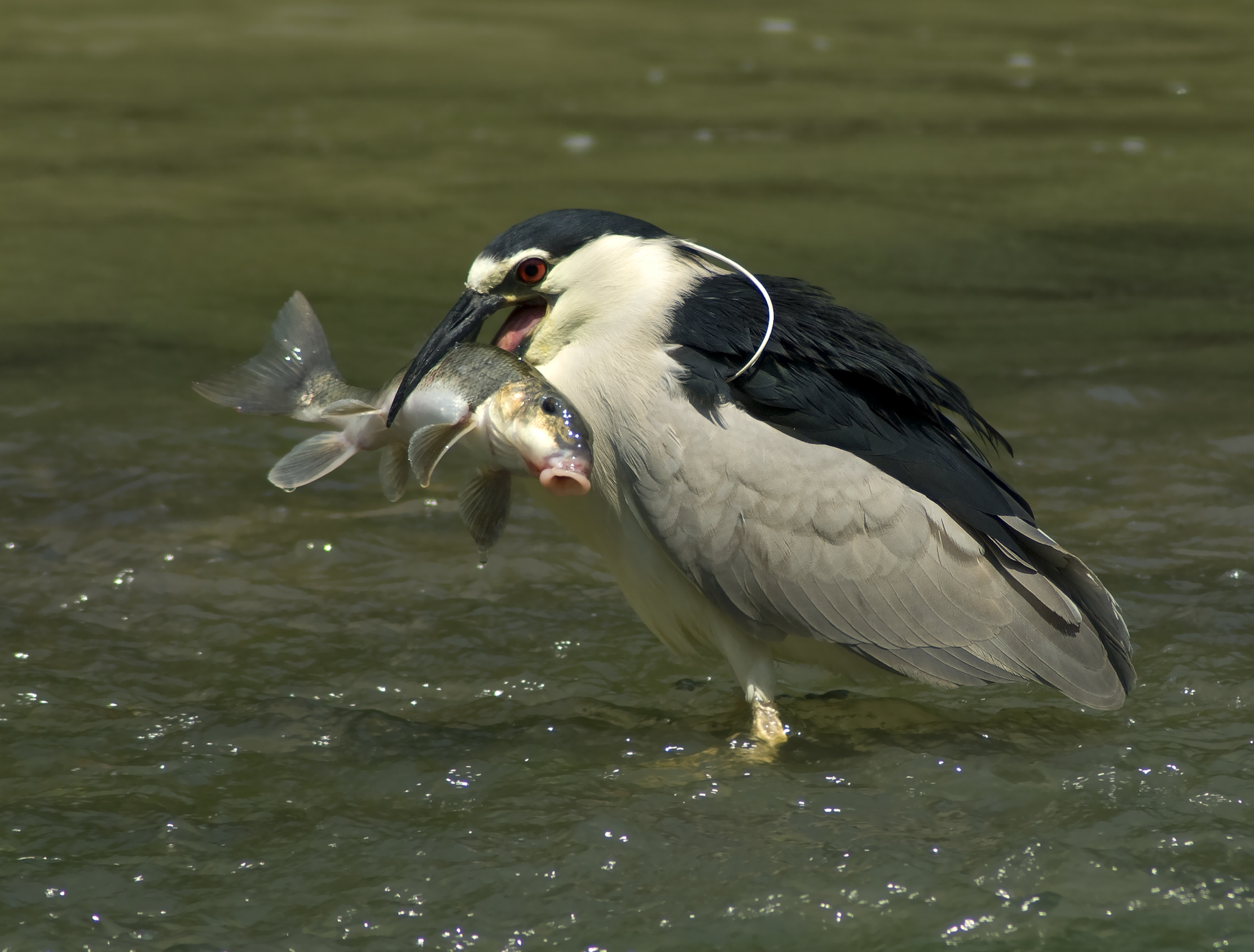
Tại Saint-Eustache, Quebec, Canada
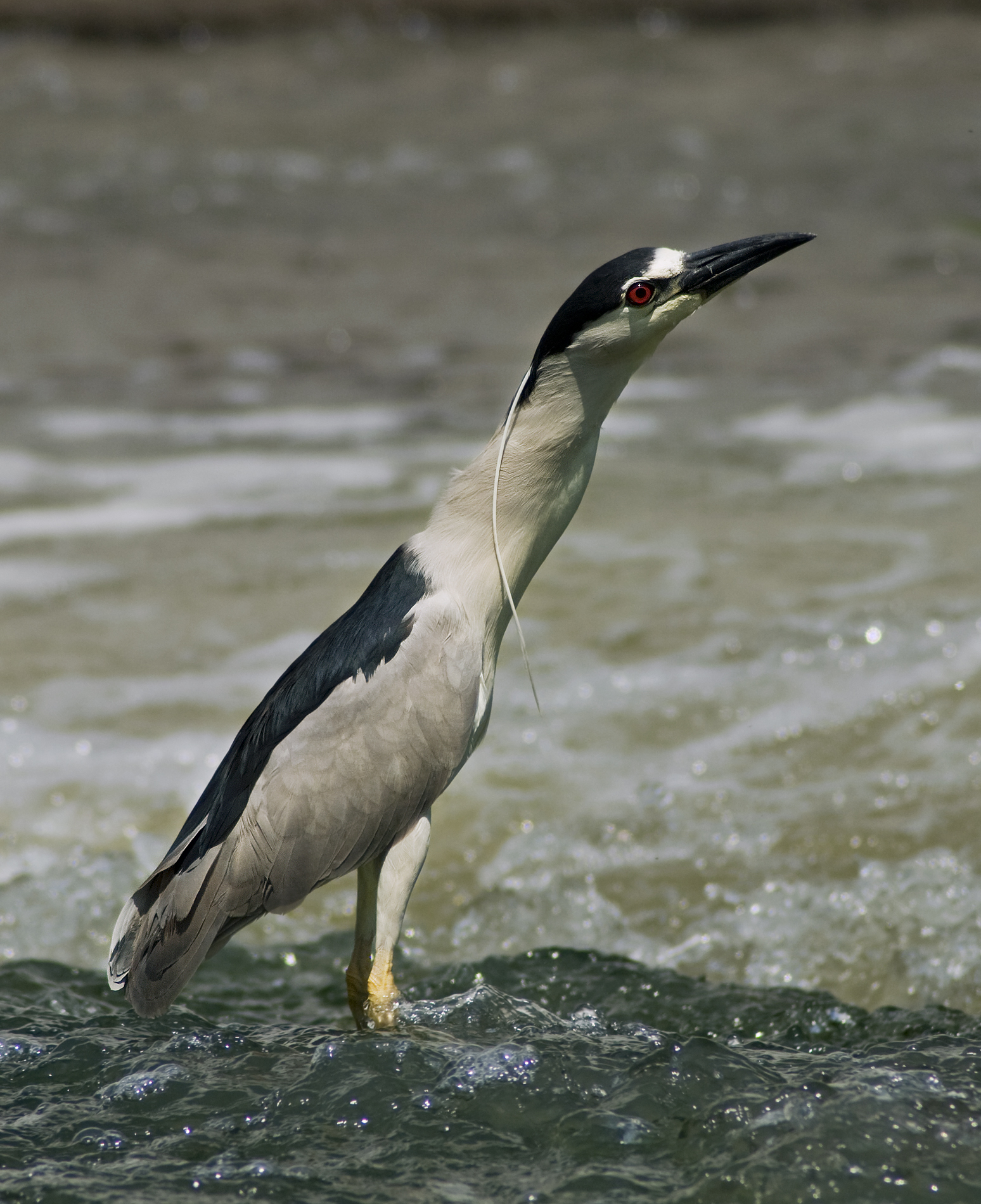
Tại Saint-Eustache, Quebec, Canada
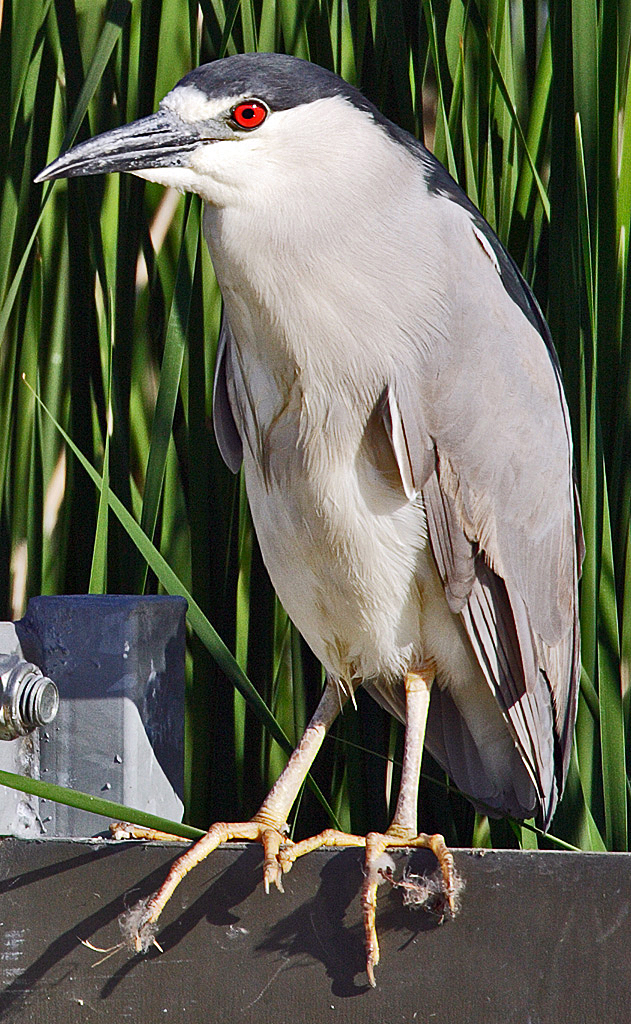
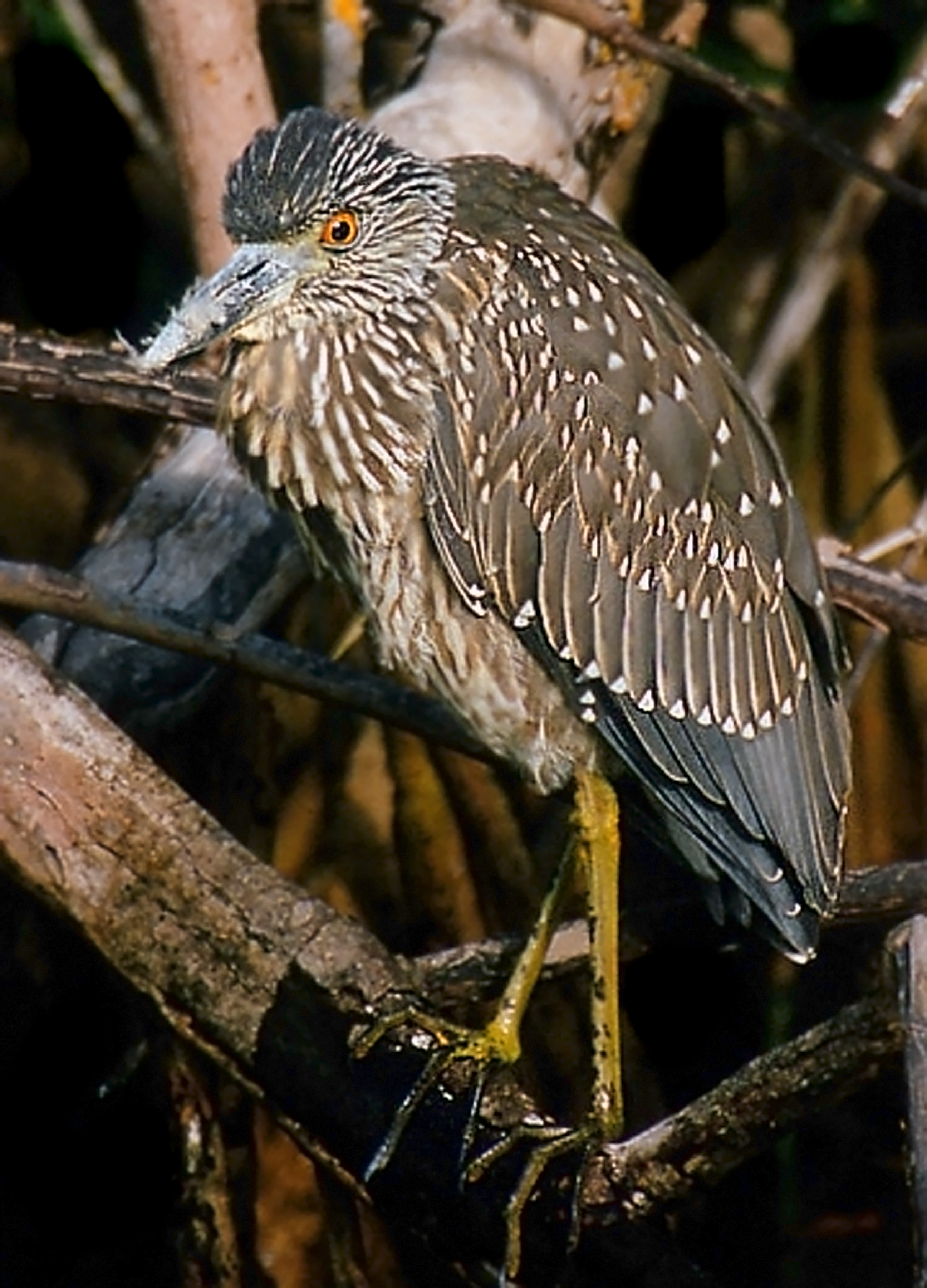
Chim non ở Florida
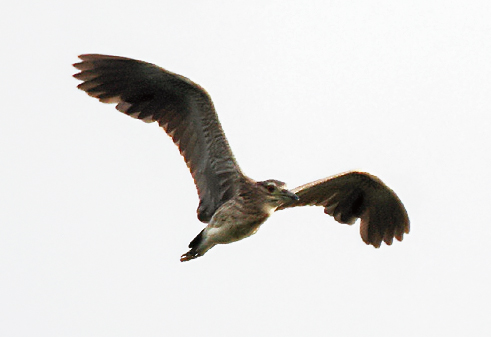
Chim non đang bay ở Kolkata, Tây Bengal, Ấn Độ
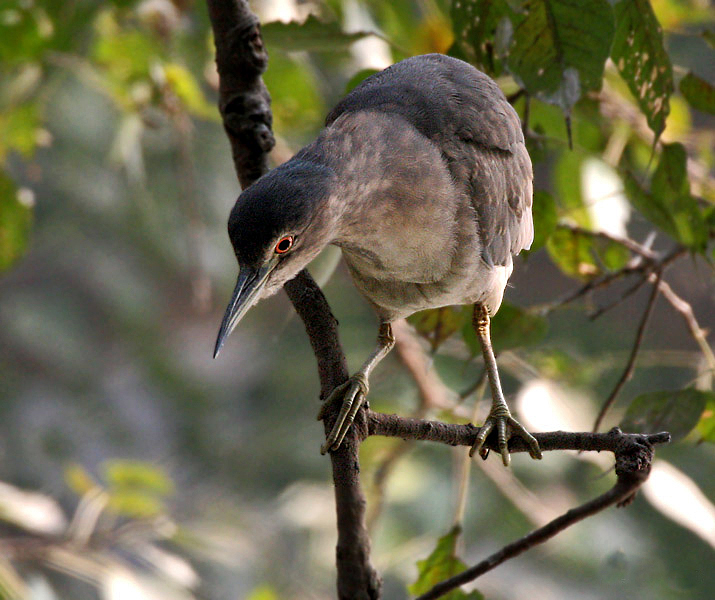
Chim non ở Kolkata, Tây Bengal, Ấn Độ
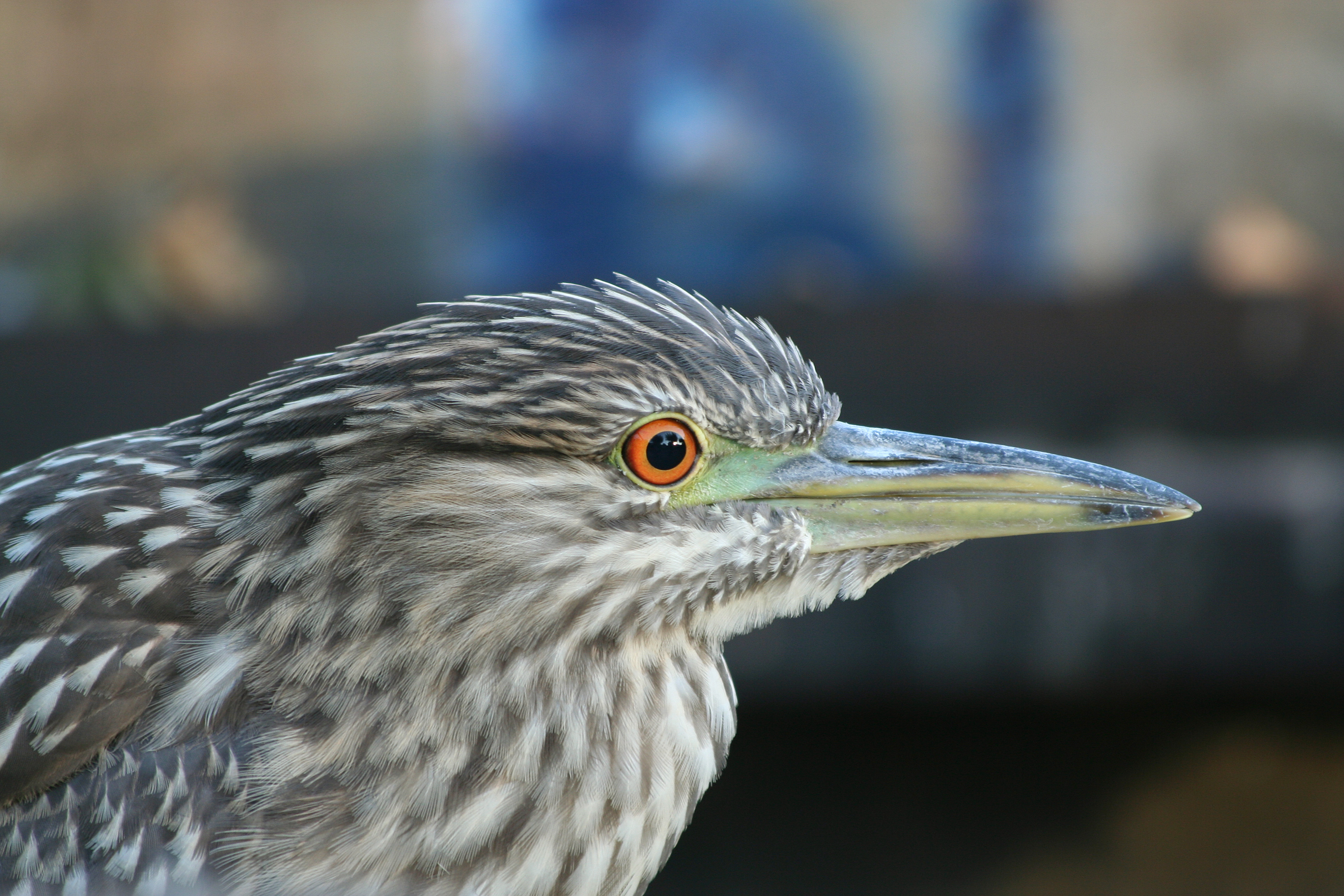
Tại Oakland, California, Hoa Kỳ
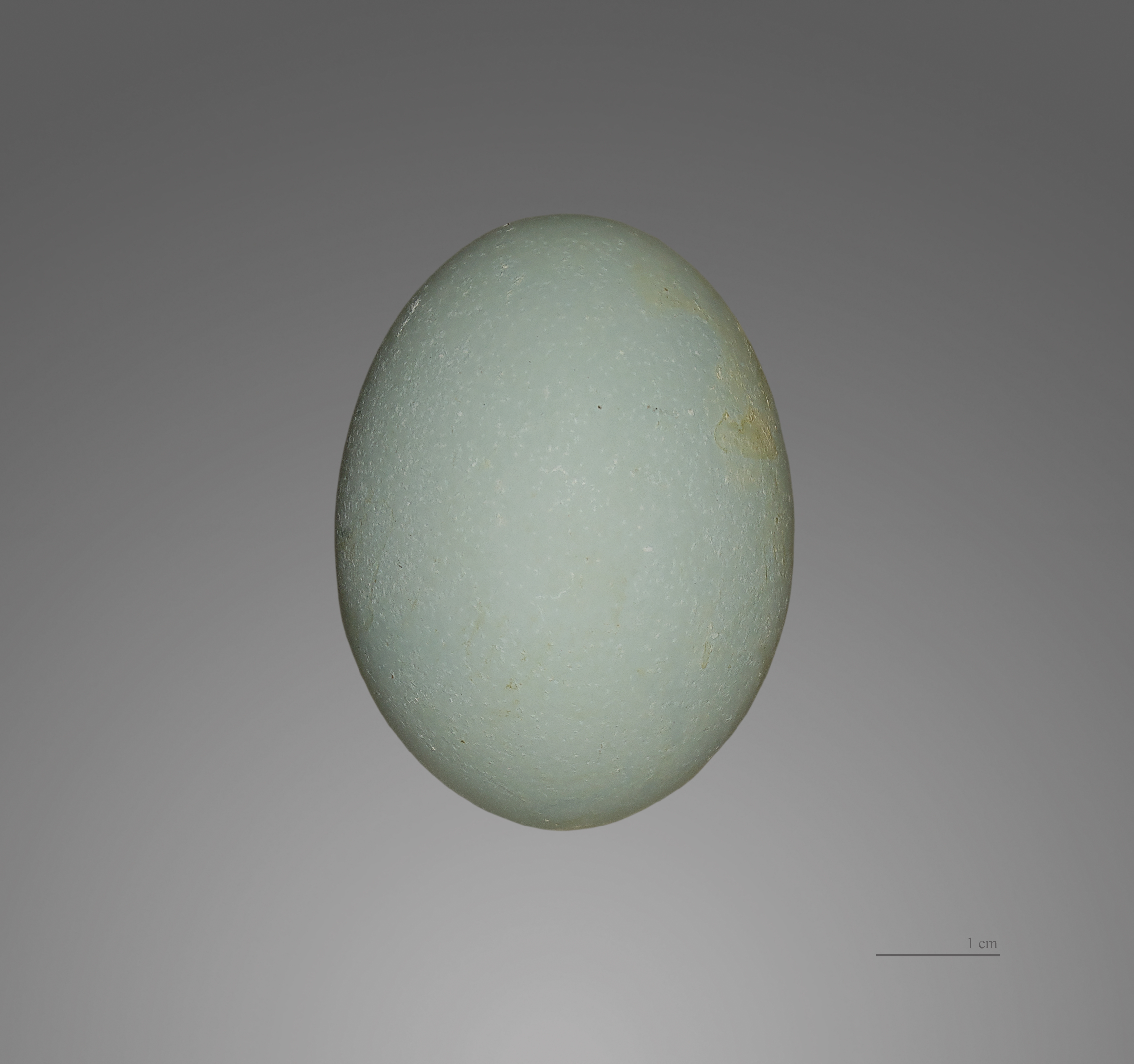